# اریش موریتز فون هورن‌بوستل
اریش موریتز فون هورن‌بوستل (به آلمانی: Erich Moritz von Hornbostel) (زادهٔ ۲۵ فوریه ۱۸۷۷ – درگذشتهٔ ۲۸ نوامبر ۱۹۳۵) موسیقی‌دان، اتنوموزیکولوگ و پژوهشگر موسیقی اهل اتریش بود. او به دلیل فعالیت‌های پیشرو در اتنوموزیکولوژی و همچنین سیستم طبقه‌بندی سازهای موسیقی که با همکاری کورت زاکس انجام داده‌است، شهرت دارد.

## زندگی‌نامه
اریش موریتز فون هورن‌بوستل، ۲۵ فوریه سال ۱۸۷۷ در وین متولد شد. مادرش «هلن ماگنوس» خواننده و پدرش قاضی دادگستری بود. هورن‌بوستل نخستین آموزش‌های موسیقی و نوازندگی پیانو را ابتدا از مادر و سپس از یوهانس برامس که دوست خانوادگی آن‌ها بود، فراگرفت. پس از آن هارمونی و آهنگسازی را نزد «ماندی چوسکی» آموخت. چند سال بعد به شهر هایدلبرگ آلمان رفت و به تحصیل در رشتهٔ شیمی مشغول شد و مدرک دکترای خود را در این رشته دریافت کرد. پس از آن به برلین سفر کرد و نزد موسیقی‌شناس مشهور کارل اشتومپف به تحصیل موزیکولوژی پرداخت.

### فعالیت‌ها
هورن‌بوستل پس از مدتی به عنوان همکار و معاونِ استاد خود در مؤسسهٔ روان‌شناسی برلین مشغول به کار شد و در رشته‌هایی نظیر روان‌شناسی تجربی و موزیکولوژی تطبیقی به پژوهش پرداخت. موزیکولوژی تطبیقی در سال ۱۸۹۰ به شکلی نوظهور در آمریکا مطرح شد. هورن‌بوستل تصمیم گرفت با اقتباس از آن، فرم تازه‌تری که امروزه به اتنوموزیکولوژی شهرت دارد، ارائه کند. کارل اشتومپف و هورن‌بوستل برای نخستین‌بار از ترکیب موسیقی و اتنولوژی، اتنوموزیکولوژی را مطرح کردند. در همان زمان یک پزشک متخصص زنان با نام «اتو آبراهام» با آن‌ها همکاری خود را آغاز کرد. هورن‌بوستل و همکارانش نخستین پژوهش‌های خود را در مؤسسهٔ روان‌شناسی دانشگاه برلین آغاز کردند. پس از مدتی به این نتیجه رسیدند که برای گسترش و ادامهٔ تحقیقات خود، به دستگاه ضبط صدا نیاز دارند. آن‌ها نخستین دستگاه «فنوگراف» که توسط ادیسون اختراع شده بود را تهیه کردند و جمع‌آوری موسیقی‌های مختلف از کشورهای دنیا را آغاز کردند. ضبط و جمع‌آوری این موسیقی‌ها به مرور گسترش یافت و پس از مدتی دستگاه کامل‌تری با نام «فنوگرام آرشیو» ساخته شد. هورن‌بوستل در سال ۱۹۰۵ نخستین مدیر آرشیو فنوگرام برلین ( انستیتو موزیکولوژی) شد.
او همچنین در سال ۱۹۱۴، سیستم طبقه‌بندی سازهای موسیقی را که توسط ویکتور شارل ماهیون پایه‌گذاری شده بود، با همکاری کورت زاکس تکمیل کرد که با عنوان هورن‌بوستل-زاکس شهرت دارد.
پژوهش‌ها و مطالعات هورن‌بوستل و همکارانش مورد توجه دانشمندان و استادان دانشگاه برلین قرار گرفت. او در سال ۱۹۱۷ به سمت استادی دانشگاه برلین منصوب شد. وی برای نخستین‌بار رشتهٔ موسیقی‌شناسی تطبیقی را به دانشگاه برلین وارد کرد و به آموزش شاگردانی در این زمینه پرداخت و به مرور این رشته توسط شاگردان او در کشورهای مختلف دنیا گسترش یافت.
در اواسط جنگ جهانی اول هورن‌بوستل به خدمت سربازی اعزام شد. او که در این زمان افسر توپخانه بود، پس از مدتی به اسارت درآمد. وی بعد از گذراندن دوران اسارت، به آلمان بازگشت و به نیروی دریایی منتقل شد و تا پایان جنگ در یک زیردریایی مشغول خدمت بود. در این مدت فعالیت‌های انستیتوی موزیکولوژی برلین راکد ماند اما هورن‌بوستل حتی زمان جنگ نیز به تحقیقات خود ادامه داد و همیشه دستگاه فنوگراف خود را به همراه داشت. او در زمان اسارت آهنگ‌های محلی اقوام مختلفی که در آن بازداشتگاه اسیر بودند را ضبط کرد و به آرشیو موسیقی خود افزود. تجزیه و تحلیل‌های هورن‌بوستل بر روی این آهنگ‌ها مورد توجه واقع شد و هنوز هم توسط پژوهشگران مورد استفاده قرار می‌گیرد.
هورن‌بوستل در علوم طبیعی نیز به موفقیت‌هایی دست یافت. او مطالعاتی بر روی حس شنوایی انسان، از نظر فیزیکی و روان‌شناسی انجام داد. وی همچنین به پژوهش‌هایی بر روی حس بویایی موجودات زنده از نظر فیزیولوژی و روان‌شناسی پرداخت. او این تحقیقات را در راستای گسترش فعالیت‌های موزیکولوژی خود انجام می‌داد. هورن‌بوستل بر روی زبان و خط اقوام مختلف نیز مطالعه کرد. او تحقیقات و نتایج مطالعات خود را با جزئیات یادداشت و ثبت می‌کرد و معتقد بود که حتی صحبت‌های خصوصی و خودمانی را نیز باید مکتوب کرد چون ممکن است روزی به‌کار بیاید. از جمله این مکتوبات، نامه‌های خصوصی هورن بوستل است که رساله‌ای طولانی و آموزنده است.
از سال ۱۹۲۰ به دلیل وضعیت بد اقتصادی، انستیتو موزیکولوژی هورن‌بوستل دچار محدودیت شد و کمک‌های مالی وزارت فرهنگ آلمان به این مؤسسه قطع شد. در این هنگام کارل اشتومپف و هورن‌بوستل برای جلوگیری از تعطیلی انستیتو موزیکولوژی، کل مؤسسه را به دولت واگذار کردند. پس از مدتی کارل اشتومپف به دلیل کهولت سن از فعالیت کناره‌گیری کرد اما هورن‌بوستل نیز نتوانست مانند قبل به فعالیت خود در این مؤسسه که حالا دیگر دولتی شده بود، ادامه دهد. در سال ۱۹۳۳ با به روی کار آمدن حزب ناسیونال سوسیالیست به رهبری هیتلر، کار برای هورن‌بوستل سخت‌تر شد. او مدتی را به دلیل بیماری قلبی در سوئیس سپری کرد. دولت آلمان نازی به بهانهٔ این‌که مادر او یهودی است، مستمری وی را قطع و از بازگشتش به آلمان جلوگیری کرد. پس از مدتی دانشگاه نیویورک از وی برای تدریس دعوت کرد. هورن‌بوستل به نیویورک رفت اما آب و هوای آن‌جا به او نساخت و پس از مدتی به اروپا بازگشت. او در این زمان به انگلستان سفر کرد و تا پایان عمر در این کشور ماند.
فعالیت‌ها و آثار هورن‌بوستل بر شاگردان و همکارانش از جمله فریتز بوز، هنری کاول، جورج هرتزوگ، هانس هیکمن، هاینریش هوسمان، میسیسلاو کولینسکی، یاپ کونست، رابرت لاخمان، کورت زاکس و ماریوس اشنایدر تأثیر داشته است.
هورن‌بوستل در ۲۸ نوامبر سال ۱۹۳۵ در شهر کمبریج انگلستان درگذشت.

## یادکرد
1. 1 2 3 4 5 6 7  خاچی خاچی. «اریش موریتزن هورن بوستل». پرتال جامع علوم انسانی. دریافت‌شده در ۲۰۲۲-۰۶-۰۵.
2. ↑  "Classification of Musical Instruments: Sachs-Hornbostel". LiveAbout (به انگلیسی). Retrieved 2022-06-05.